# Chris Shiflett
Chris Shiflett (* 6. května 1971 Santa Barbara, Kalifornie jako Christopher Aubrey Shiflett), známý i jako Jake Jackson je americký kytarista, člen americké rockové kapely Foo Fighters.

## Kariéra
Shiflett se připojil k Foo Fighters po vydání jejich třetího alba There Is Nothing Left To Lose. První album, kde on hrál, se jmenovalo One by One. Před nástupem k Foo Fighters byl Shiflett usedlý vedoucí kytarista punkové kapely No Use for a Name, která pocházela z oblasti zátoky San Francisca. Foo Fighters ztratili oba jejich předešlé kytaristy, Pat Smear (který hrál v punkové kapele The Germs a byl kytarista na turné u Nirvany), nahradil frontman kapely Foo Fighters Dave Grohl Franzem Stahlem, který u Foo Fihgters vydržel jen 2 roky (1997-1999) a potom kapelu opustil.
Shiflettův odchod z kapely No Use for a Name byl neočekávaný a kapela se chystá vyrazit na turné na podporu svého alba. Shiflett začíná svoji hudební kariéru v kapele Lost Kittenz se současnými členy kapely Sugarcult. On v současné době hraje v punkrockových kapelách Me First and the Gimme Gimmes a také v jeho vlastní projektové kapele Jackson United s bratrem Scottem. V kapele je označován pod jménem Jake Jackson.
Shiflett poté, co byl v krytu kapely Me First a Gimme Gimmes, má tetování na vnitřní straně spodního rtu se slovy "Gimme Gimme".
V roku 2010 Shiflett vytvořil nový country projekt Chris Shiflett and the Dead Peasants a album vyšlo už v červenci.
Shiflett je ženatý a má tři syny (Liam John, Dashell Ellis and Eamon Riley).

## Sólová diskografie
- West Coast Town (2017)
- Hard Lessons (2019)